# Discordipinna griessingeri
Discordipinna griessingeri är en fiskart som beskrevs av Douglass Fielding Hoese och Fourmanoir, 1978. Discordipinna griessingeri ingår i släktet Discordipinna och familjen smörbultsfiskar. Inga underarter finns listade i Catalogue of Life.